# Cultrichthys compressocorpus
Cultrichthys compressocorpus és una espècie de peix cipriniforme de la família dels ciprínids.

## Morfologia
- Els mascles poden assolir 31,6 cm de longitud total.[4][5]

## Hàbitat
És un peix d'aigua dolça i de clima temperat.

## Distribució geogràfica
Es troba a Àsia: llacs Xinkaihu i Jingbohu a la Xina.